# Rafałówka (obwód rówieński)
Rafałówka (ukr. Рафалівка) – osiedle typu miejskiego na Ukrainie w obwodzie rówieńskim (rejon włodzimierzecki). Liczy 3278 mieszkańców (2001).
Znajduje tu się stacja kolejowa Rafałówka, położona na linii Sarny – Kowel.

## Historia
Miejscowość została założona w 1902 r. W II RP Rafałówka znajdowała się początkowo w województwie poleskim, a od 1930 w województwie wołyńskim (w powiecie sarneńskim) i była siedzibą gminy Rafałówka. Składała się z wsi (Rafałówka Stara) i kolonii (Rafałówka Nowa). W 1921 roku liczyła 1315 mieszkańców.
Podczas okupacji niemieckiej w Rafałówce istniało getto, w którym zamknięto ponad 600 Żydów miejscowych oraz prawie 1900 z okolicznych wsi – Olizarki, Zełucka i Bielskiej Woli. 29 sierpnia 1942 roku SD z Równego wraz z ukraińską policją i niemiecką żandarmerią rozstrzelało mieszkańców getta w dołach przygotowanych 3 km na północ od Rafałówki. Około jedna trzecia Żydów zdołała zbiec i uniknąć egzekucji, jednak w późniejszych dniach byli oni tropieni i zabijani przez policjantów i żandarmów.
W 1943 roku Rafałówka była miejscem, do którego kierowali się polscy uchodźcy z rzezi wołyńskiej. Ze stacji kolejowej w Rafałówce Niemcy wywozili uchodźców na roboty przymusowe w III Rzeszy. 30 lipca 1943 roku podczas ataku UPA zginęła nieustalona liczba Polaków.